# Never Again MSD

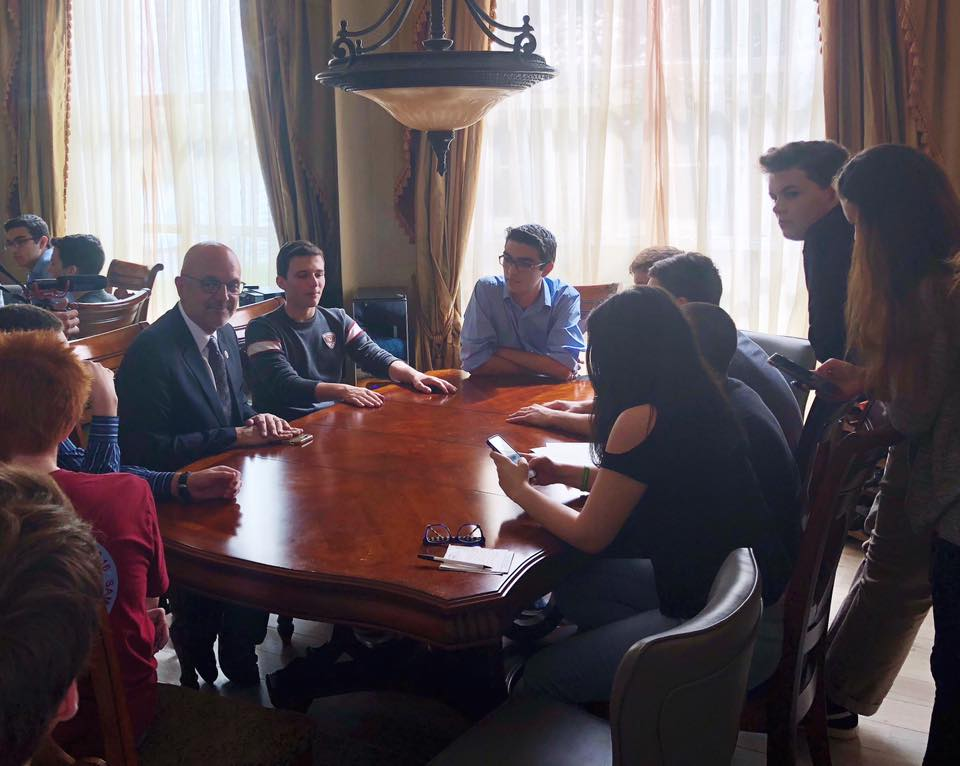
Ted Deutch, demokratischer Abgeordneter im US-Repräsentantenhaus mit Vertreterinnen der Initiative in seinem Büro vor dem March for our Lives am 24. März 2018

Never Again MSD ist eine von amerikanischen Schülern geführte Organisation, die als Reaktion auf das Massaker an der Marjory Stoneman Douglas Highschool in Parkland, Florida gegründet wurde. Sie tritt für eine stärkere Kontrolle des Schusswaffenbesitzes und gegen den politischen Einfluss der National Rifle Association (NRA) ein. Der Name Never Again MSD steht für das Anliegen, dass nie wieder (englisch never again) ein Ereignis wie das Massaker an der Marjory Stoneman Douglas Highschool (Abkürzung MSD) geschehen dürfe.
Die Gründer der Gruppe sind rund zwanzig Schüler, die zu den Überlebenden der Schießerei an der Marjorie-Stoneman-Douglas-Highschool gehören. Ihre prominentesten und aktivsten Mitglieder sind Emma González, Alex Wind, Cameron Kasky, David Hogg, Jaclyn Corin, Sarah Chadwick, Sofie Whitney und Delaney Tarr. Eine ihrer Stärken ist die eingespielte Öffentlichkeitsarbeit auf Twitter und Facebook. Kasky setzte bei einer im Fernsehen übertragenen Debatte den republikanischen Senator Marco Rubio unter Druck, der von der NRA Spenden für seinen Wahlkampf erhalten hatte.

## Ziele

Animation eines Bump Stocks beim Feuern: Durch die Vorwärtsbewegung des Gewehrkörpers wird der Abzug erneut betätigt

Die Initiative setzt sich unter anderem für ein Verbot von „Bump Stocks“ ein. Das sind Vorrichtungen, die halbautomatische Waffen zu einer quasi-vollautomatischen Schussfolge wie bei einem Maschinengewehr befähigen. Unter anderem mit „Bump Fire“ wurden beim Massenmord in Las Vegas am 1. Oktober 2017 58 Menschen getötet und 851 weitere verletzt.
Am 23. März 2018, einen Tag vor dem March for Our Lives, legte die US-Regierung ein Gesetz zum Verbot von Bump Stocks vor: Hiernach müssten entsprechende Waffenbesitzer diese Teile entweder zerstören oder bei staatlichen Stellen abgeben.

## Unterstützer
Die Schauspieler George Clooney und seine Frau Amal, Jeffrey Katzenberg, Steven Spielberg und die Talkmasterin Oprah Winfrey beispielsweise spendeten der Organisation je eine halbe Million Dollar zur Unterstützung z. B. der Vorbereitung des March for Our Lives.